# Gare de Mimasaka-Ochiai
La gare de Mimasaka-Ochiai (美作落合駅, Mimasaka-Ochiai-eki) est une gare ferroviaire située dans la ville de Maniwa, dans la préfecture d'Okayama au Japon. La gare est exploitée par la compagnie JR West,sur la ligne Kishin.

## Service des voyageurs

### Desserte
La gare de Mimasaka-Ochiai est une gare disposant de deux quais et de deux voies 

| N° de voie | Ligne    | Direction               |
| ---------- | -------- | ----------------------- |
| 1          | ▆ Kishin | Tsuyama                 |
| 2          | ▆ Kishin | Chūgoku-Katsuyama/Niimi |

| JR West          |               |               |               |                 |
| Direction Himeji | Ligne Kinshin | Ligne Kinshin | Ligne Kinshin | Direction Niimi |
| Mimasaka-Oiwake  |               | -             |               | Komi            |